# It's Just a Matter of Time
| Recensione | Giudizio |
| ---------- | -------- |
| AllMusic   | [ 1 ]    |

It's Just a Matter of Time è il secondo album discografico del cantante soul statunitense Brook Benton, pubblicato dalla casa discografica Mercury Records nel 1959.

## Tracce

### LP
Lato A
1. The Nearness of You – 3:40 (Ned Washington, Hoagy Carmichael)
2. I Can't Begin to Tell You – 3:23 (Mack Gordon, James V. Monaco)
3. Tell Me Your Dream – 2:35 (Albert Brown, Charles Neil Daniels, Seymour Rice)
4. I'm in the Mood for Love – 3:28 (Dorothy Fields, Jimmy McHugh)
5. But Beautiful – 2:32 (Johnny Burke, Jimmy Van Heusen)
6. When I Fall in Love – 3:12 (Edward Heyman, Victor Young)

Lato B
1. Hold Me, Thrill Me, Kiss Me – 3:26 (Harry Noble)
2. I'll String Along with You – 2:44 (Al Dubin, Harry Warren)
3. The More I See You – 2:47 (Mack Gordon, Harry Warren)
4. Love Me or Leave Me – 2:49 (Gus Kahn, Walter Donaldson)
5. I Could Have Told You – 3:38 (Arthur Williams, Carl Sigman)
6. It's Just a Matter of Time – 2:26 (Clyde Otis, Brook Benton, Belford Hendricks)

## Musicisti
- Brook Benton – voce solista
- Hal Mooney – direttore orchestra
- King Curtis – sassofono tenore (brano: It's Just a Matter of Time)
- Altri musicisti non accreditati [2]

## Classifica
Singoli
| Anno | Titolo del brano           | Classifica            | Posizione raggiunta |
| ---- | -------------------------- | --------------------- | ------------------- |
| 1959 | It's Just a Matter of Time | Billboard Hot 100     | 3                   |
| 1959 | It's Just a Matter of Time | Hot R&B/Hip-Hop Songs | 1                   |